# Acid King
Az Acid King (jelentése: Savkirály) stoner metal/doom metal/occult rock zenekar San Franciscóból. 1993-ban alakultak. Lori S. személyében egy nő az énekes. Nevüket Ricky Kasso bűnözőről kapták.

## Tagok

### Jelenlegi tagok
- Lori S. – gitár, éneklés, szövegírás (1993–)
- Bil Bowman – dobok
- Rafa Martinez – basszusgitár

### Korábbi tagok
- Peter Lucas
- Dan Southwick
- Brian Hill
- Guy Pinhas
- Mark Lamb
- Joey Osbourne

## Diszkográfia

### Stúdióalbumok
- Acid King (1994)
- Zoroaster (1995)
- Down with the Crown (1997)
- Busse Woods (1999)
- Free... (2001)
- Acid King III (2005)
- The Early Years (2006)
- Middle of Nowhere, Center of Everywhere (2015)